# マルコス・バグダティス
マルコス・バグダティス（Marcos Baghdatis, ギリシャ語：Μάρκος Παγδατής, 1985年6月17日 - ）は、キプロス・リマソール出身の元男子プロテニス選手。キプロス出身で最初の本格的なプロテニス選手として活動し、ATPツアーでシングルス4勝、ダブルス1勝を挙げた。シングルス自己最高ランキングは8位。ダブルス自己最高ランキングは93位。身長178cm、体重82kg。右利き、バックハンド・ストロークは両手打ち。

## 選手経歴
キプロスは地中海に浮かぶ人口約87万人の小さな島国で、バグダティスの父親は衣料品店を経営、家族は2人の兄と養子の妹がいる。バグダディスはその中で5歳からテニスを始め、14歳の時にスポーツ小国を援助するプロジェクトの奨学金の資格を得て、キプロスからフランスの首都・パリへ留学した。ジュニア選手時代、2001年に日本の大阪で開かれた世界スーパージュニアテニス選手権大会に16歳で優勝したことがある。2003年全豪オープンジュニア男子シングルス部門で優勝し、同年にプロ転向。
| ジュニアグランドスラム |    |    |    |
| 全豪オープン           | 2R | 2R | W  |
| 全仏オープン           | 1R | 1R | QF |
| ウィンブルドン         | 2R | 2R | A  |
| 全米オープン           | 1R | F  | F  |

2004年アテネ五輪にキプロス代表として出場し、2回戦でドイツのニコラス・キーファーに敗れる。4大大会デビューは同年の全米オープンで、2回戦で第1シードのロジャー・フェデラーに挑戦した。2005年全豪オープンでキプロス人のテニス選手として初の4回戦進出を果たしたが、この時もフェデラーに敗れている。その後全仏オープンとウィンブルドンにも初出場を果たしたが、この両大会では初戦を突破できなかった。
2006年全豪オープンでバグダティスは世界に旋風を起こした。世界ランキング54位のノーシードから勝ち上がり、4回戦で第2シードのアンディ・ロディックを6-4, 1-6, 6-3, 6-4で破り、準々決勝では第7シードのイワン・リュビチッチに勝ち、準決勝では第4シードのダビド・ナルバンディアンを3-6, 5-7, 6-3, 6-4, 6-4の逆転で下し、キプロス人のテニス選手として初の4大大会決勝進出者となった。先にナルバンディアンに2セット先行されてからの逆転勝利でつかんだ決勝戦だった。ロジャー・フェデラーとの決勝では第1セットを7-5で奪ったが、続く3セットを5-7, 0-6, 2-6で落として準優勝に終わった。
この後、ウィンブルドン選手権でベスト4に進出する。準々決勝でレイトン・ヒューイットを6-1, 5-7, 7-6(5), 6-2で破ったが、続く準決勝で第2シードのラファエル・ナダルに1-6, 5-7, 3-6のストレートで敗れ、全豪に続く決勝進出はならなかった。ウィンブルドン選手権の終了後、バグダティスは世界ランキングを10位に上げ、初めての世界トップ10入りを決めた。
全米オープンで第8シードに選ばれたバグダティスは、2回戦でこの大会限りでの現役引退を表明していたアンドレ・アガシに4-6, 4-6, 6-3, 7-5, 5-7のフルセットで敗れた。しかし全米オープン直後に行われたチャイナ・オープンの決勝戦で、バグダティスはマリオ・アンチッチを6-4, 6-0で破り、ATPツアー大会初優勝を飾った。

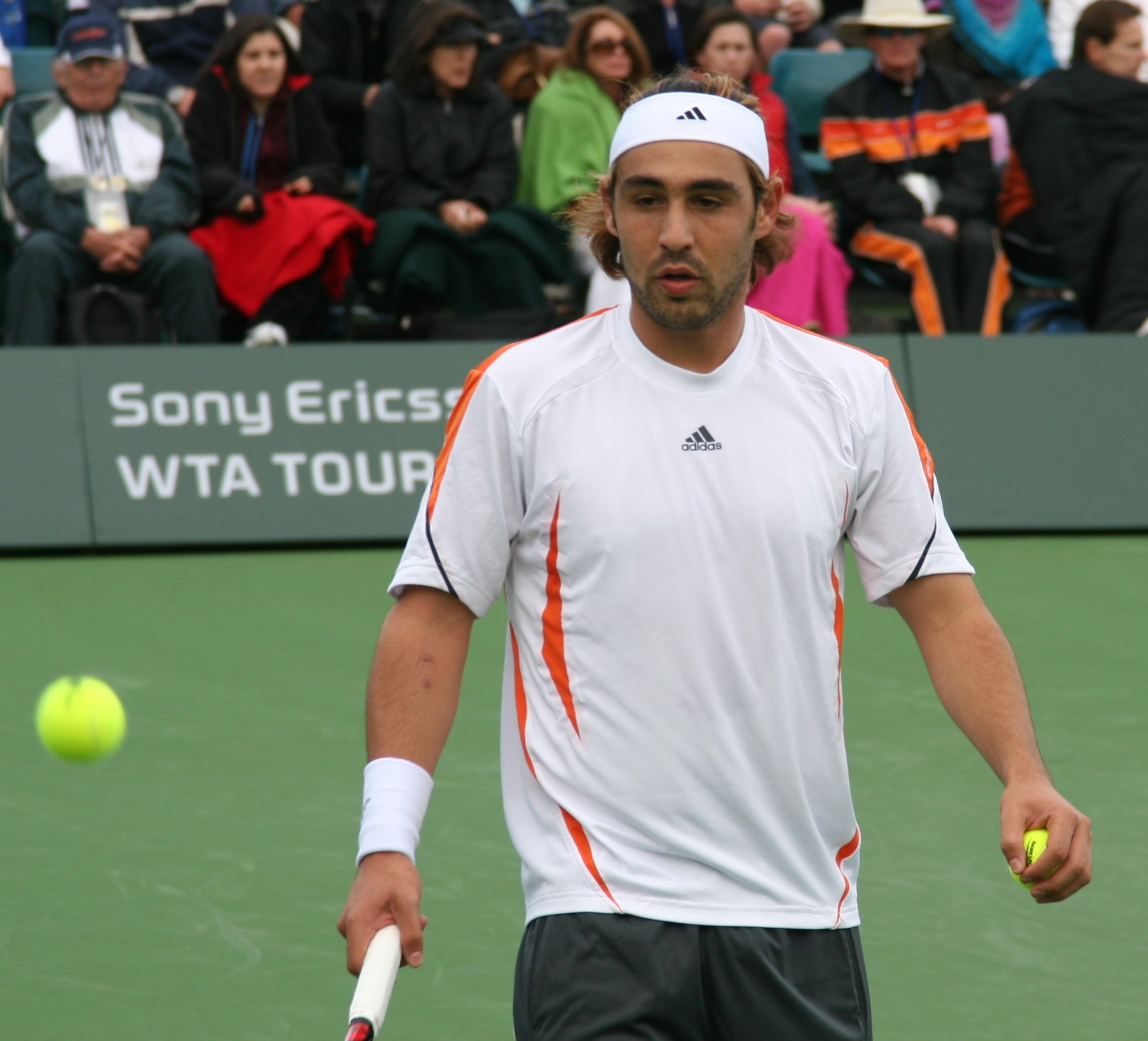
BNPパリバ・オープンでのバグダティス（2006年）

2007年全豪オープンでは2回戦でガエル・モンフィスに敗れたが、翌週にPBZザグレブ・インドアの決勝でイワン・リュビチッチを破り、ツアー2勝目を挙げる。全仏オープンでは、初進出の4回戦でイーゴリ・アンドレエフに敗れた。
2008年は右手首の疲労骨折や背中の故障などに悩み、年間を通じて12大会しか出場できなかった。そのため、シーズン初めは16位だった世界ランキングは最終的に98位まで急落した。
2009年全豪オープンでは、準優勝した年以来3年ぶりの4回戦まで勝ち進んだが、第3シードのノバク・ジョコビッチに1-6, 6-7(1), 7-6(5), 2-6 で敗れる。この後全仏オープンで初戦敗退し、直後のオルディナ・オープン大会の2回戦を途中棄権したため、ウィンブルドン選手権を欠場する。ウィンブルドン終了後、バグダティスの世界ランキングは151位まで落ちた。それからしばらく男子ツアーの下部大会を転戦し、3大会を制して徐々に世界ランキングを戻していったバグダディスは、10月のストックホルム・オープン決勝でオリビエ・ロクスを破り2年ぶりのツアー3勝目を挙げた。年間最終ランキングは42位まで持ち直した。
2010年は、シドニー国際でレイトン・ヒューイットやマーディ・フィッシュを下して決勝に進むと、決勝ではリシャール・ガスケを6–4, 7–6(2)で破り優勝した。ドバイ・テニス選手権では食中毒になりながらもベスト4入りしたが、準決勝でノバク・ジョコビッチに敗れた。BNPパリバ・オープンの3回戦ではロジャー・フェデラーから7対戦目にして初白星を挙げた。BMWオープンでもベスト4入りした。シティ・オープンで決勝に進出したが、ダビド・ナルバンディアンに敗れて準優勝に終わった。ウエスタン・アンド・サザン・オープンの準々決勝ではラファエル・ナダルに7対戦目で初めて勝利した。フェデラーに初勝利したのも7回目だったことから、「7はラッキーナンバーさ。」と話した。準決勝ではフェデラーに敗れた。年間最終ランキングは20位まで戻った。
2011年は特に目立った成績は残せなかったが、特段悪くもなかった。年間最終ランキングは44位。
2012年全豪オープン2回戦でスタニスラス・ワウリンカに6-7(3), 4-6, 7-5, 1-6で敗れ、試合中にラケット4本を壊して800ドルの罰金処分を受けている。この行為への後悔を引退時に述べている。ロンドンオリンピックの開会式ではキプロス選手団の旗手を務め、シングルス3回戦で金メダルを獲得した地元イギリスのアンディ・マリーに6-4, 1-6, 4-6で敗れた。
2013年は怪我に苦しんだこともあり、結果を残せなかった。年間最終ランキングは87位に落ちた。2014年も不調は続き、一時世界ランキングは155位まで落ちたが、ATPチャレンジャー大会では4大会で優勝する素晴らしい成績（22勝2敗）を残したことで、10年連続トップ100に入った。

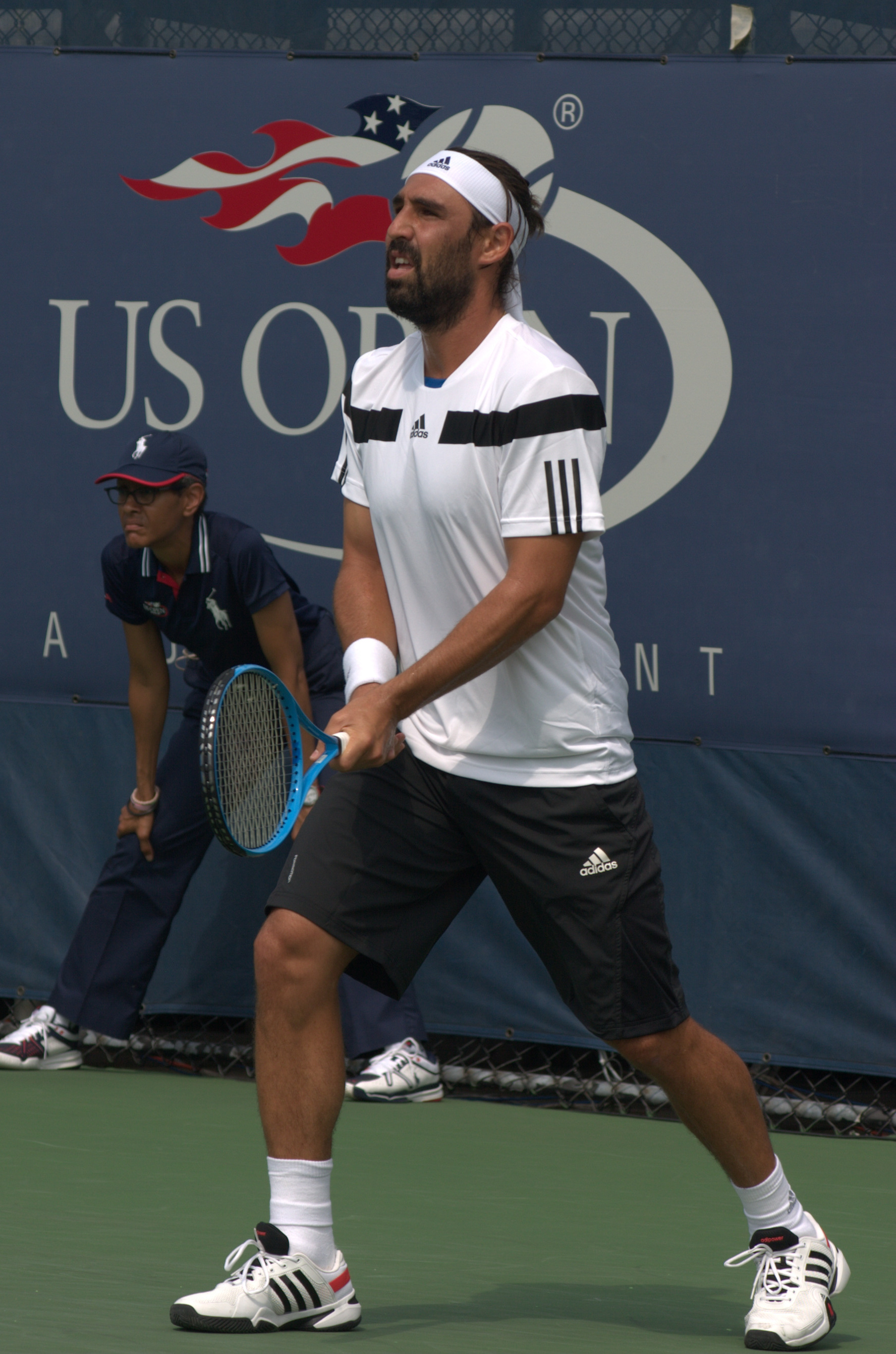
2013年全米オープンにて

2015年は年始のハッピーバレー・チャレンジャーで準優勝して幸先の良いスタートをきったが、全豪オープンは3回戦でグリゴール・ディミトロフにフルセットの末敗れた。ノッティンガム・オープンではダビド・フェレールやアレクサンダー・ズベレフなどを破りベスト4入りしたが、準決勝はふくらはぎの違和感で途中棄権した。ウィンブルドン選手権も3回戦敗退。アトランタ・テニス選手権でもベスト4。しかしこの大会で鼠径部の怪我を負い、全米オープンは初戦を途中棄権した。ストックホルム・オープンでもベスト4入りしたが、準決勝を途中棄権した。これでシーズンを終了し、特に後半戦は怪我に苦しんだものの、年間最終ランキングは48位まで戻った。
2016年、ドバイ・テニス選手権ではロベルト・バウティスタ・アグートやフェリシアーノ・ロペスを下し決勝に進出したが、決勝でスタン・ワウリンカに敗れ準優勝だった。これにより、3年ぶりにトップ40に入った。全米男子クレーコート選手権1回戦ではディエゴ・シュワルツマン相手に6-0, 6-0の「ダブルベーグル」を記録した。シーズンを通じて一定の成績を残し、年間最終ランキングを36位で終えた。リオデジャネイロオリンピックは肘の怪我で欠場した。
2017年は出場したATPツアー15大会のうち7大会で初戦敗退を喫するなど、怪我の影響もある不調に悩まされた。4月7日のデビスカップ・ヨーロッパ・アフリカゾーン2部のプレーオフのチュニジア戦で、モエス・エチャルギに敗れ、14年間に及んだ同大会での最長記録である連勝が36でストップした。9月の成都オープンで決勝進出するも、デニス・イストミンとの決勝戦は故障の為に第1セット途中で棄権した。年間最終ランキングは2004年以来初めてトップ100圏外で終わった。2018年も調子は取り戻せなかった。
2019年、南フランス・オープンでは予選から準々決勝まで進んだ。深圳・チャレンジャーで優勝。6月24日に自身の公式サイトで、2019年ウィンブルドン選手権を最後に現役を引退すると発表した。迎えたウィンブルドン選手権、1回戦で今季初となるグランドスラムでの白星を挙げた。2回戦ではマッテオ・ベレッティーニに1-6, 7-6(4), 3-6で敗れた。試合終了後、観客にスタンディングオベーションで見送られ、キャリアに幕を下ろした。

## 私生活
2012年7月にクロアチアのテニス選手のカロリナ・スプレムと結婚、10月に第1子の長女が誕生した。2016年には次女が誕生した。2019年11月には第3子が誕生予定。

## 主要大会決勝

### グランドスラム決勝

#### シングルス: 1 (0–1)
| 結果   | 年   | 大会         | サーフェス | 相手                 | スコア             |
| ------ | ---- | ------------ | ---------- | -------------------- | ------------------ |
| 準優勝 | 2006 | 全豪オープン | ハード     | ロジャー・フェデラー | 7–5, 5–7, 0–6, 2–6 |

## ATPツアー決勝進出結果

### シングルス: 14回 (4勝10敗)
| 大会グレード                            |
| グランドスラム (0-1)                    |
| ATPワールドツアー・ファイナル (0-0)     |
| ATPワールドツアー・マスターズ1000 (0-0) |
| ATPワールドツアー・500シリーズ (0-2)    |
| ATPワールドツアー・250シリーズ (4–7)    |

| サーフェス別タイトル |
| ハード (3–8)         |
| クレー (0-1)         |
| 芝 (0-0)             |
| カーペット (1-1)     |

| 結果   | No. | 決勝日         | 大会             | サーフェス        | 対戦相手                 | スコア                 |
| ------ | --- | -------------- | ---------------- | ----------------- | ------------------------ | ---------------------- |
| 準優勝 | 1.  | 2005年10月30日 | バーゼル         | カーペット (室内) | フェルナンド・ゴンサレス | 7–6(10), 3–6, 5–7, 4–6 |
| 準優勝 | 2.  | 2006年1月29日  | 全豪オープン     | ハード            | ロジャー・フェデラー     | 7–5, 5–7, 0–6, 2–6     |
| 優勝   | 1.  | 2006年9月17日  | 北京             | ハード            | マリオ・アンチッチ       | 6–4, 6–0               |
| 優勝   | 2.  | 2007年2月4日   | ザグレブ         | カーペット (室内) | イワン・リュビチッチ     | 7–6(4), 4–6, 6–4       |
| 準優勝 | 3.  | 2007年2月18日  | マルセイユ       | ハード (室内)     | ジル・シモン             | 4–6, 6–7(3)            |
| 準優勝 | 4.  | 2007年6月17日  | ハレ             | 芝                | トマーシュ・ベルディハ   | 5–7, 4–6               |
| 優勝   | 3.  | 2009年10月25日 | ストックホルム   | ハード (室内)     | オリビエ・ロクス         | 6–1, 7–5               |
| 優勝   | 4.  | 2010年1月16日  | シドニー         | ハード            | リシャール・ガスケ       | 6–4, 7–6(2)            |
| 準優勝 | 5.  | 2010年8月8日   | ワシントンD.C.   | ハード            | ダビド・ナルバンディアン | 2–6, 6–7(4)            |
| 準優勝 | 6.  | 2010年10月24日 | モスクワ         | ハード (室内)     | ビクトル・トロイツキ     | 6–3, 4–6, 3–6          |
| 準優勝 | 7.  | 2011年10月2日  | クアラルンプール | ハード (室内)     | ヤンコ・ティプサレビッチ | 4–6, 5–7               |
| 準優勝 | 8.  | 2015年8月2日   | アトランタ       | ハード            | ジョン・イスナー         | 3–6, 3–6               |
| 準優勝 | 9.  | 2016年2月27日  | ドバイ           | ハード            | スタン・ワウリンカ       | 4-6, 6-7(13)           |
| 準優勝 | 10. | 2017年10月1日  | 成都             | ハード            | デニス・イストミン       | 2–3, 途中棄権          |

### ダブルス: 3回 (1勝2敗)
| 結果   | No. | 決勝日       | 大会       | サーフェス    | パートナー           | 対戦相手                                            | スコア   |
| ------ | --- | ------------ | ---------- | ------------- | -------------------- | --------------------------------------------------- | -------- |
| 準優勝 | 1.  | 2008年1月6日 | チェンナイ | ハード        | マルク・ジケル       | サンチャイ・ラティワタナ ソンチャット・ラティワタナ | 4–6, 5–7 |
| 優勝   | 1.  | 2012年2月5日 | ザグレブ   | ハード (室内) | ミハイル・ユージニー | イワン・ドディグ マテ・パビッチ                     | 6–2, 6–2 |
| 準優勝 | 2.  | 2013年5月5日 | ミュンヘン | クレー        | エリック・ブトラック | ヤルコ・ニエミネン ドミトリー・トゥルスノフ         | 1–6, 4–6 |

## 4大大会シングルス成績
略語の説明
| W | F | SF | QF | #R | RR | Q# | LQ | A | Z# | PO | G | S | B | NMS | P | NH |

W=優勝, F=準優勝, SF=ベスト4, QF=ベスト8, #R=#回戦敗退, RR=ラウンドロビン敗退, Q#=予選#回戦敗退, LQ=予選敗退, A=大会不参加, Z#=デビスカップ/BJKカップ地域ゾーン, PO=デビスカップ/BJKカッププレーオフ, G=オリンピック金メダル, S=オリンピック銀メダル, B=オリンピック銅メダル, NMS=マスターズシリーズから降格, P=開催延期, NH=開催なし.
| 大会           | 2003 | 2004 | 2005 | 2006 | 2007 | 2008 | 2009 | 2010 | 2011 | 2012 | 2013 | 2014 | 2015 | 2016 | 2017 | 2018 | 2019 | 通算成績 |
| -------------- | ---- | ---- | ---- | ---- | ---- | ---- | ---- | ---- | ---- | ---- | ---- | ---- | ---- | ---- | ---- | ---- | ---- | -------- |
| 全豪オープン   | A    | A    | 4R   | F    | 2R   | 3R   | 4R   | 3R   | 3R   | 2R   | 3R   | 1R   | 3R   | 1R   | 2R   | 2R   | LQ   | 26–14    |
| 全仏オープン   | A    | LQ   | 1R   | 2R   | 4R   | 1R   | 1R   | 3R   | 2R   | 2R   | 1R   | A    | 2R   | 2R   | 1R   | 1R   | A    | 10–13    |
| ウィンブルドン | A    | LQ   | 1R   | SF   | QF   | 4R   | A    | 1R   | 3R   | 3R   | 1R   | 2R   | 3R   | 1R   | 2R   | 2R   | 2R   | 22–14    |
| 全米オープン   | LQ   | 2R   | 1R   | 2R   | 1R   | A    | A    | 1R   | 1R   | 2R   | 3R   | 1R   | 1R   | 4R   | 1R   | 2R   | A    | 9–13     |